# Amherst (Ohio)
Amherst és una població dels Estats Units a l'estat d'Ohio. Segons el cens del 2000 tenia 11.797 habitants.

## Demografia
Segons el cens del 2000, Amherst tenia 11.797 habitants, 4.459 habitatges, i 3.388 famílies. La densitat de població era de 635,3 habitants per km².
Dels 4.459 habitatges en un 34,4% hi vivien nens de menys de 18 anys, en un 65,6% hi vivien parelles casades, en un 7,9% dones solteres, i en un 24% no eren unitats familiars. En el 21,6% dels habitatges hi vivien persones soles l'11,1% de les quals corresponia a persones de 65 anys o més que vivien soles. El nombre mitjà de persones vivint en cada habitatge era de 2,61 i el nombre mitjà de persones que vivien en cada família era de 3,04.
Per edats la població es repartia de la següent manera: un 26% tenia menys de 18 anys, un 5,6% entre 18 i 24, un 27,3% entre 25 i 44, un 25,4% de 45 a 60 i un 15,7% 65 anys o més.
L'edat mediana era de 40 anys. Per cada 100 dones de 18 o més anys hi havia 87,9 homes.
La renda mediana per habitatge era de 53.516 $ i la renda mediana per família de 57.990 $. Els homes tenien una renda mediana de 47.750 $ mentre que les dones 27.880 $. La renda per capita de la població era de 25.565 $. Aproximadament l'1,2% de les famílies i el 2,1% de la població estaven per davall del llindar de pobresa.

## Poblacions més properes
El següent diagrama mostra les poblacions més properes.